# Alina Vacariu
Alina Văcariu ([aˈlina vəkaˈri.u] Suceava, 13 de diciembre de 1984) es una modelo y actriz rumana.

## Biografía

### Inicios
Alina nació en Bucovina y en 1998, a la edad de 14 años, se consagró como modelo en su país al ser nombrada Modelo del año, lo que le valdría para obtener un contrato con Elite Model Management.

### Carrera
Ha modelado bikinis y lencería, como para The Finish. Posó para la edición de septiembre de 2001 de Stuff y para la edición de mayo de 2003 de Maxim.
Protagonizó el comercial "Roommate Wanted" para Time Warner Cable y apareció en un cameo en la película independiente de 2005 Death of a Dynasty.
Alina está actualmente representada por Irene Marie Models.